# Abyss of Time - Countdown to Singularity
Abyss of Time - Countdown to Singularity è un singolo del gruppo musicale olandese Epica, pubblicato il 9 ottobre 2020 come primo estratto dall'ottavo album in studio Omega.

## Descrizione
Si tratta della seconda traccia del disco.
Il 27 dicembre il singolo è stato pubblicato in formato CD in allegato alla rivista Legacy e contenente nella lista tracce il successivo singolo Freedom - The Wolves Within e tre brani eseguiti dal vivo presso lo Zénith di Parigi.

## Video musicale
Il video, reso disponibile in contemporanea al lancio del singolo, è stato diretto dalla Grupa 13 e girato in Polonia. I costumi sono stati realizzati dalla stilista Katarzyna Konieczka.
Il 18 dicembre 2020 è stato reso disponibile il videoclip anche per la versione acustica.

## Tracce
Download digitale
1. Abyss of Time - Countdown to Singularity – 5:20

CD
1. Abyss of Time - Countdown to Singularity (taken from the forthcoming album "Omega") – 5:22
2. Freedom - The Wolves Within (taken from the forthcoming album "Omega") – 5:39
3. Beyond the Matrix (Live at Le Zenith, Paris) – 7:08
4. Consign to Oblivion (Live at Le Zenith, Paris) – 9:40
5. Dancing in a Hurricane (Live at Le Zenith, Paris) – 5:50

## Versione acustica
Il 18 dicembre 2021 è stata pubblicata una versione acustica del brano, intitolata Abyss O'Time, come primo estratto dal quarto EP Omegacoustic. Riguardo alla sua realizzazione, il tastierista Coen Janssen ha dichiarato:
Nello stesso giorno è stato reso disponibile anche il relativo video.

### Tracce
1. Abyss O'Time – 4:13
2. Abyss of Time - Countdown to Singularity – 5:20